# Aeroportul Laura
Aeroportul Laura (IATA: LUU, ICAO: YLRA) este un aeroport din Queensland, Australia ce deservește zona Laura⁠(d).
Situat la o altitudine de 93 m, aeroportul dispune de o singură pistă. Este operat de Shire of Cook⁠(d).